# Вернер Ян

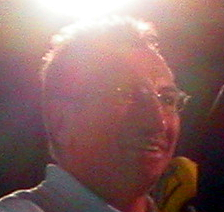
Вернер Ян у 2009 році

Вернер Ян (нім. Werner Jahn; нар. 21 квітня 1956, Фюссен, Баварія, ФРН) — колишній німецький хокеїст, захисник.

## Кар'єра
Вернер у віці 16 років виступав за юніорську команду ХК «Фюссен». У команді черезсвою гру отримав прізвисько "Професор". Професійну кар'єру почав у рідному клубі «Фюссен» (Бундесліга). Найбільший успіх у його кар'єрі, чемпіонське звання у сезоні 1979/80 у складі «Маннхаймер ЕРК». В тому сезоні він набрав вісім очок. У сезоні 1983/84 переїхав до Дюссельдорф ЕГ. Наступний сезон провів у другій Бундеслізі у складі клубу «Франкфурт». Повернувшись на один сезон до «Маннхаймер ЕРК», закінчив свою кар'єру хокеїста у клубі «Гайльброннер» ЕК у сезоні 1987/88. 

## Інше
Вернер працює спеціалістом з фізичної реабілітації у містечку Франкенталь.